# Önkormányzat (fogalom)
Az önkormányzat (autonómia) bizonyos testületeknek az a jogosultsága, hogy belső ügyeik szabályozása céljából másokra is kötelező szabályokat állapíthatnak meg és ezek korlátain belül önmagukat igazgathatják is.

## A helyi önkormányzatok

### Magyarországon
A dualizmus időszakában, 1870-től, a helyi közigazgatás végző törvényhatóságok önkormányzati jogosítványokkal rendelkeztek: saját belügyeikben önállóan határoztak, szabályrendeleteket alkothattak, ezeket végrehajthatták saját közegeikkel, tisztviselőiket maguk választhatták. Az önkormányzat és a közigazgatás költségeit ők maguk állapították meg  és gondoskodtak ezek fedezetéről.
A törvényhatóságok a kétszintű helyi önkormányzati rendszer felső szintjét képező, területi alapon szervezett közjogi testületek voltak Magyarországon 1950-ig. A törvényhatóságok létrehozása és megszüntetése törvényhozási hatáskör volt. 1876 előtt sokféle típusuk létezett, legfontosabbak a vármegyék és a szabad királyi városok, de az ország különböző részein számos sajátos szabadságokkal rendelkező terület is kialakult, mint vidékek, székek, kerületek stb. 1876-tól viszont a törvényhatóságoknak csupán négy típusa volt: a vármegyék, a törvényhatósági jogú városok, Budapest főváros és (1918-ig) a speciális jogállású Fiume város és kerülete.
A második világháború után a tanácsrendszer nem az önkormányzás, hanem a demokratikus centralizmus elvén alapult.
A  magyar helyi önkormányzás a helyi közigazgatási szervek jogszabályok keretein belüli jogát, lehetőségeit jelenti a közügyek jelentős részének saját hatáskörben és a lakosság érdekében történő szabályozása és igazgatása terén. Az önkormányzati törvény (Mötv.) az ellátandó feladatok közül azokat nevesíti, emeli ki, amelyek a helyi társadalom közösségi életének legfontosabb területeit érintik.
A helyi önkormányzás lehetővé teszi, hogy a választópolgárok helyi közössége – közvetlenül, illetőleg a választott helyi önkormányzata útján – önállóan és demokratikusan intézze a helyi érdekű közügyeit.
A helyi önkormányzat ellátja a törvényben meghatározott kötelező és az általa önként vállalt feladat- és hatásköröket. A helyi önkormányzás joga a települések (települési önkormányzatok) és a megyék (területi önkormányzatok) választópolgárainak közösségét illeti meg. A választópolgárok választott képviselőik útján és a helyi népszavazáson történő részvételükkel gyakorolják az önkormányzáshoz való közösségi jogaikat.

## Autonóm egyházközség
Az autonóm egyházközség  olyan egyházközség, amely önmagát kormányozza. A hívek az egyházközség önkormányzatában rendszerint választott képviselőtestület útján vesznek részt. Az autonóm jogaihoz tartozik az egyházközségi vagyon kezelése, a lelkész és a világi előljárók választása. Az autonóm egyházközség gondolata főleg a protestáns egyházakban teruedt el. A katolikus egyházban az egyházközségi autonómia csak a 20. században, korlátozott mértékben fejlődött ki, azonkívül átruházott természetű, amennyiben csak a hierarchia hatalmának egyes, átengedett jogosítványait (főleg vagyoni természetű jogokat) tartalmazza.

## MTA
A Magyar Tudományos Akadémia önkormányzati elven alapuló, jogi személyként működő köztestület, amely a tudomány művelésével, támogatásával és képviseletével kapcsolatos országos közfeladatokat lát el.